# Daljam
Daljam är ett samhälle i Montenegro. Det ligger i den centrala delen av landet, 9 km nordväst om huvudstaden Podgorica. Daljam ligger 56 meter över havet och antalet invånare är 191.
Terrängen runt Daljam är varierad.Runt Daljam är det ganska glesbefolkat, med 48 invånare per kvadratkilometer. Närmaste större samhälle är Podgorica, 8,8 km sydost om Daljam. 